# Строганов, Дмитрий Андреевич
Дмитрий Андреевич Строганов (ок. 1612 — 16 июня 1670) — богатый русский купец и промышленник.

## Биография
Представитель купеческого рода Строгановых. Второй сын и наследник Андрея Семёновича Строганова (1581—1649) и Татьяны Дмитриевны Жедринской (1584—1639). Его братья, Андрей и Василий умерли в детстве.
При жизни своего отца, Андрея Семёновича, Дмитрий участвовал в управлении отцовскими вотчинами. В декабре 1639 года Дмитрий Андреевич заключил соглашение со своим родственником Фёдором Петровичем Строгановым о том, чтобы не переманивать друг от друга «рукодельных людей» (то есть, рабочих), крестьян и дворовых людей.
В январе 1641 года царь Михаил Фёдорович в своей грамоте подтвердил за Дмитрием Андреевичем Строгановым прежние грамоты и права на имения, доставшиеся ему от отца. Одновременно, по просьбе его отца Андрея Семёновича Строганова, царь дал вторую грамоту Дмитрию, в которой подтверждал различные преимущества, дарованные роду Строгановых по прежним царским грамотам.
В мае 1641 года была издана царская грамота «именитому человеку» Дмитрию Андреевичу Строганову, в которой были подтверждены его права на половину вотчины Никиты Григорьевича СтрогановаСтроганова  , Орёл-городок, Новое Усолье и Очерский острожек.
В 1642 году, по переписи Ф. Чемезова, Андрей Семёнович Строганов и его сын, Дмитрий, владели на реках Чусовой, Сылве, Очере и Мулянке двумя городками, одним селом, сорока девятью деревнями, десятью починками, 371 двором, а также 1183 крепостными мужского пола.
В 1647 году, по переписи П. К. Елизарова, отец и сын Строгановы владели одним городком, двумя острожками, одиннадцатью слободами, 44-мя деревнями, 22-мя починками, 456-ю дворами, 1448-ю крепостными крестьянами и 31-м бобылем, десятью варницами на р. Чусовой и в Новом Усолье.
В 1649 году после смерти своего отца Дмитрий Андреевич Строганов вступил в полноправное владение своей частью строгановских владений: половины Нового Усолья, Нижнечусовского, Очерского и Орловского округов, Верхнемуллинской вотчины и всем Сылвенским округом.
31 мая 1661 года царь Алексей Михайлович выдал грамоту «именитому человеку» Дмитрию Строганову с сообщением о рождении царевича Фёдора Алексеевича.
Скончался в июне 1670 года и был похоронен в Успенском соборе Троице-Сергиевой лавры.

## Семья и дети
Был женат дважды. В 1638—1642 годах женился на княжне Анне Васильевне Волконской (1621—1649), возможно, дочери князя Василия Фёдоровича Волконского (ум. до 1646). В первом браке детей не имел.
Между 1650-1654 годами вторично женился на Анне Ивановне Злобиной (ок. 1635 — после 1680), возможно, дочери второго воеводы сольвычегодского Ивана Гавриловича Злобина. Дети от второго брака:
- Григорий Дмитриевич Строганов (1656—1715)
- Пелагея Дмитриевна Строганова (1658—1680), жена с 1672 года воеводы и ближнего боярина, князя Андрея Ивановича Голицына (ок. 1649—1703)